# Eduard Schmid (Politiker)
Eduard Schmid (* 15. Oktober 1861 in Ostrach, Hohenzollern-Sigmaringen; † 8. Juni 1933 in München) war ein deutscher Politiker und von 1919 bis 1924 Erster Bürgermeister der SPD in München.

## Lehrzeit und Arbeit als Redakteur
Der gelernte Möbelschreiner ließ sich nach der Wanderschaft im Anschluss an seine Lehrzeit in München nieder und schloss sich u. a. dem Deutschen Holzarbeiterverband an. Außerdem arbeitete er als Redakteur für die SPD-nahe Münchener Post.

## Politischer Werdegang

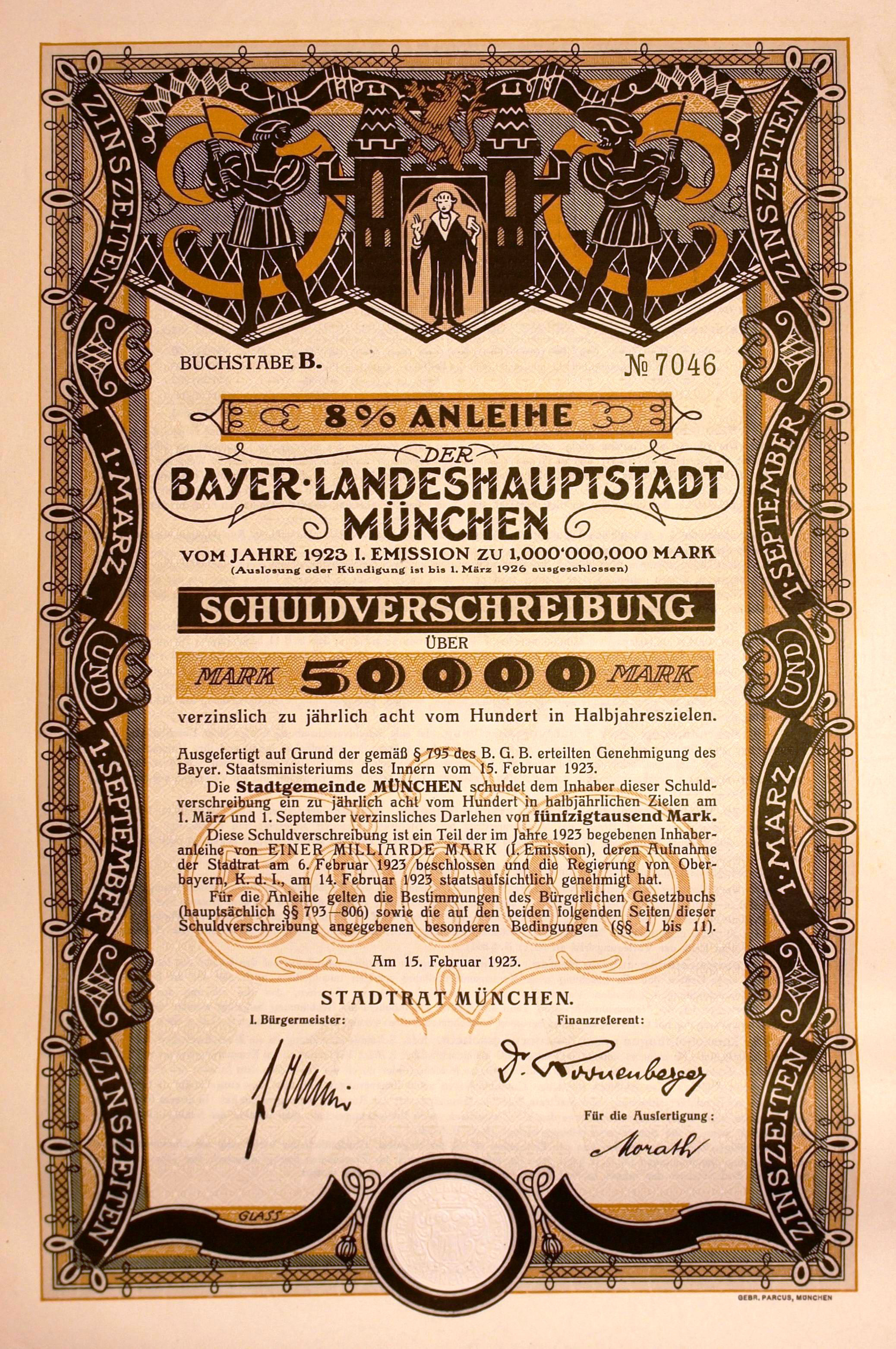
Anleihe der Bayer. Landeshauptstadt München vom 15. Februar 1923 mit Unterschrift vom 1. Bürgermeister Schmid

1899 wurde er erster sozialdemokratischer Magistratsrat in der Stadtverwaltung Münchens, ab 1907 war er Mitglied der Zweiten Kammer des Bayerischen Landtags. In einer Zeit schwerster innenpolitischer Auseinandersetzungen, wenige Wochen nach der Niederwerfung der Räteherrschaft, wurde Schmid am 26. Juni 1919 in das Amt des Ersten Bürgermeisters von München gewählt. Mit ihm hatte bis 1924 zum ersten Male ein Sozialdemokrat das höchste Amt der Stadt inne. Das Leben in München wird zu dieser Zeit bestimmt von Streiks, Hunger, wirtschaftlichen Schwierigkeiten, von Arbeitslosigkeit und Parteienhader.

## Besondere Leistungen
Schmids Amtszeit war geprägt von den Bemühungen um eine bessere Elektrizitäts- und Wasserversorgung. Der weitere Ausbau der mittleren Isar zum Zwecke der Energiegewinnung wurde durch ihn eingeleitet. Durch große Grunderwerbungen im Quellgebiet des Taubenberges sicherte er Münchens Wasserversorgung. Weitere Großprojekte, die er förderte oder verwirklichte, sind die Straßenbahnwerkstätte in Perlach sowie das Altenheim St. Joseph in Mittersendling.

## Inflation und Festnahme durch die SA
Zwei für die Stadtgeschichte unerfreuliche Ereignisse prägten Schmids Amtsperiode. Im Jahr 1923 kam es, ausgelöst durch eine allgemeine Wirtschaftskrise, zu einem rapiden Geldwertverfall, zur Inflation. Dadurch wurden viele Bürger um ihre letzten Ersparnisse gebracht und nicht wenige in Not und Verzweiflung gestürzt.
Das zweite negative Geschehnis seiner Amtsperiode war der Hitlerputsch 1923. Schmid war ein entschiedener Demokrat und Gegner Hitlers. Am 9. November 1923 wurde er während des Hitlerputsches von der SA festgenommen und entging nur knapp dem Tod durch Hängen.

## Rücktritt und Verleihung der Ehrenbürgerwürde
Am 31. Dezember 1924 trat Eduard Schmid von seinem Amt als Erster Bürgermeister zurück. An seinem 70. Geburtstag, am 15. Oktober 1931, wurde er zum 32. Ehrenbürger der Stadt München ernannt. Wenige Monate nach der nationalsozialistischen „Machtergreifung“ starb Eduard Schmid am 8. Juni 1933 in München im Alter von 71 Jahren.

## Grabstätte
Die Grabstätte von Eduard Schmid befindet sich auf dem Münchner Waldfriedhof  (Grabnr. 9-W-11).